# Supercopa Argentina de Futebol de 2022
A Supercopa Argentina de Futebol de 2022 foi a nona edição desta competição, uma partida anual organizada pela Associação do Futebol Argentino (em espanhol: Asociación del Fútbol Argentino, AFA) na qual se enfrentaram o time campeão da Campeonato Argentino de 2022 e o da Copa Argentina de 2022.
Boca Juniors e Patronato se classificaram para a disputa do troféu depois de conquistarem, respectivamente, o Campeonato Argentino de 2022 e a Copa Argentina de 2022.
A competição foi originalmente planejada para ser sediada em Abu Dhabi, Emirados Árabes Unidos, depois de um acordo entre a AFA e o Conselho de Esportes local que incluía quatro edições da competição (até 2026). Contudo, em 31 de outubro de 2022, a AFA decidiu que o torneio iria acontecer dentro da Argentina. A decisão foi tomada após um encontro onde também foi determinado que apenas os times considerados parte do big five clubs poderiam viajar à Abu Dhabi para jogar a competição lá. O presidente do Patronato, Oscar Lenzi, concordou com a decisão alegando razões econômicas.

## Participantes
O primeiro finalista foi o Boca Juniors, vencedor do Torneio da Liga Profissional de 2022. Seu rival será o Patronato, que derrotou Talleres de Córdoba na final da Copa da Argentina de 2022 e somou o primeiro título de sua história.
| Clube        | Método de classificação                 | Participações anteriores    |
| ------------ | --------------------------------------- | --------------------------- |
| Boca Juniors | Campeão do Campeonato Argentino de 2022 | 4 (2012, 2015, 2017 e 2018) |
| Patronato    | Campeão da Copa Argentina de 2022       | 0 (nenhuma)                 |

Em negrito os anos em que foi campeão.

## Partida

### Detalhes
| 1 de março de 2023 | Boca Juniors                  | 3 – 0  | Patronato | Estádio Único Madre de Ciudades, Santiago del Estero |  |
| 21:15 (UTC−3)      | Darío Benedetto 42', 52', 62' | Súmula |           | Árbitro: ARG Andrés Merlos                           |  |

## Premiação
| Supercopa Argentina de Futebol de 2022 |
| Buenos Aires                           |
| -------------------------------------- |
| Boca Juniors Campeão (2.º título)      |